# Шуйдин (Китай)
Посёлок Шуйдин (уйг. Суйдун‎, кит. упр. 水定镇, пиньинь Shuǐdìng zhèn) — место пребывания властей уезда Хочэн в Или-Казахском автономном округе СУАР в КНР.

## География
Посёлок расположен в 40 километрах к северо-западу от Инина — главного города округа и в 10 километрах к северу от реки Или на Кульджинской равнине.

## История
Исторический тюркско-мусульманский город Суйдин (кит. упр. 绥定, пиньинь Suídìng), часто передававшийся в европейской литературе как Суйдун (Suidun), сильно пострадал от мусульманского восстания 1860-х гг., направленного против китайской власти.
19 июня 1871 г. Суйдин был занят русскими войсками под командованием генерала Колпаковского, и вместе со всем Илийским краем временно включен в состав Туркестанского генерал-губернаторства. Возвращен Китаю по Петербургскому договору 1881 г. В 1883 году сюда была перенесена резиденция илийского цзянцзюня, так как прежняя резиденция — в Хуэйюане — была уничтожена во время восстания.
7 февраля 1921 года в Суйдуне был убит атаман Оренбургского казачества А. И. Дутов.
В 1965 году Суйдин был переименован в Шуйдин.

## Население
Население Шуйдина по переписи 2000 года насчитывало 29 277 жителей. В посёлке проживают уйгуры, китайцы и казахи.

## Административное устройство
Посёлок Шуйдин делится на 9 общин (社区) и 4 деревенских комитета (村委会).